# Coppa del mondo di corsa in montagna 2010
La Coppa del mondo di corsa in montagna 2010 si è disputata su cinque prove sotto il nome di "WMRA Grand Prix". La coppa maschile è stata vinta da Ahmet Arslan, quella femminile da Andrea Mayr.

## Gare di coppa del mondo 2010
Per il 2010 le gare valevoli per la coppa del mondo erano cinque, contano i migliori quattro risultati. Un atleta entra in classifica finale a condizione di aver raccolto punti in almeno due competizioni valevoli per la coppa.
| Gara | Nome della gara        | Luogo di svolgimento | Data        | Nazione  |
| ---- | ---------------------- | -------------------- | ----------- | -------- |
| 1    | Montée du Grand Ballon | Willer-sur-Thur      | 13 maggio   | Francia  |
| 2    | Harakiri Mountain Race | Mayrhofen            | 1 agosto    | Austria  |
| 3    | Feuerkogel Berglauf    | Ebensee              | 8 agosto    | Austria  |
| 4    | Mondiali a Kamnik      | Kamnik               | 5 settembre | Slovenia |
| 5    | Smarna Gora            | Lubiana              | 2 ottobre   | Slovenia |

## Punteggi
Ecco come sono stati ripartiti i punti per la coppa del mondo 2010. Dal primo al trentesimo rango per le gare di primo livello e per la gara finale, dal primo al ventesimo rango per le gare di secondo livello. Per la gara finale, la Smarna Gora, e i mondiali, vengono attribuiti maggiori punti.
| Rango | Punti gara 1º livello | Punti gara 2º livello | Punti gara finale e mondiali |
| ----- | --------------------- | --------------------- | ---------------------------- |
| 1°    | 100                   | 50                    | 120                          |
| 2°    | 85                    | 42                    | 102                          |
| 3°    | 75                    | 37                    | 90                           |
| 4°    | 70                    | 33                    | 84                           |
| 5°    | 65                    | 30                    | 78                           |
| 6°    | 60                    | 27                    | 72                           |
| 7°    | 55                    | 24                    | 66                           |
| 8°    | 50                    | 21                    | 60                           |
| 9°    | 45                    | 18                    | 54                           |
| 10°   | 40                    | 16                    | 48                           |

| Rango | Punti gara 1º livello | Punti gara 2º livello | Punti gara finale e mondiali |
| ----- | --------------------- | --------------------- | ---------------------------- |
| 11°   | 35                    | 14                    | 42                           |
| 12°   | 30                    | 12                    | 37                           |
| 13°   | 27                    | 10                    | 32                           |
| 14°   | 24                    | 8                     | 29                           |
| 15°   | 22                    | 6                     | 26                           |
| 16°   | 20                    | 5                     | 23                           |
| 17°   | 18                    | 4                     | 21                           |
| 18°   | 16                    | 3                     | 19                           |
| 19°   | 14                    | 2                     | 17                           |
| 20°   | 12                    | 1                     | 15                           |

| Rango | Punti gara 1º livello | Punti gara 2º livello | Punti gara finale e mondiali |
| ----- | --------------------- | --------------------- | ---------------------------- |
| 21°   | 10                    | -                     | 13                           |
| 22°   | 9                     | -                     | 11                           |
| 23°   | 8                     | -                     | 9                            |
| 24°   | 7                     | -                     | 8                            |
| 25°   | 6                     | -                     | 7                            |
| 26°   | 5                     | -                     | 6                            |
| 27°   | 4                     | -                     | 5                            |
| 28°   | 3                     | -                     | 4                            |
| 29°   | 2                     | -                     | 3                            |
| 30°   | 1                     | -                     | 2                            |

## Uomini
Classifica finale
| Pos. | Atleta                  | Anno | Nazione       | Gara 1 | Gara 2 | Gara 3 | Gara 4 | Gara 5 | Totale |
| ---- | ----------------------- | ---- | ------------- | ------ | ------ | ------ | ------ | ------ | ------ |
| 1    | Ahmet Arslan            | 1986 | Turchia       |        | 100    | 100    | 66     | 120    | 386    |
| 2    | Jonathan Wyatt          | 1972 | Nuova Zelanda |        | 85     |        | 60     | 102    | 247    |
| 3    | David Schneider         | 1981 | Svizzera      | 33     | 75     |        | 32     | 84     | 224    |
| 4    | Roman Skalsky           | 1975 | Rep. Ceca     | 18     | 40     | 70     |        | 60     | 188    |
| 5    | Robert Krupicka         | 1978 | Rep. Ceca     | 21     | 70     |        |        | 90     | 181    |
| 6    | Isaac Toroitich Kosgei  | 1981 | Kenya         |        | 65     | 85     |        |        | 150    |
| 7    | Ch.Kipchirchir Chebusit | 1979 | Kenya         |        | 60     | 75     |        |        | 135    |
| 8    | Orlando Edwards         | 1975 | Regno Unito   |        | 45     |        |        | 66     | 111    |
| 9    | Alois Redl              | 1972 | Austria       |        | 22     | 60     |        |        | 82     |
| 10   | Peter-Chege Wangari     | 1987 | Kenya         |        | 7      | 65     |        |        | 72     |
| 11   | Martin Mausser          | 1980 | Austria       |        | 18     | 50     |        |        | 68     |
| 12   | Georges Burrier         | 1979 | Francia       | 37     |        |        | 26     |        | 63     |
| 13   | Emmanuel Meyssat        | 1980 | Francia       | 42     |        |        | 15     |        | 57     |
| 14   | Antonio Toninelli       | 1984 | Italia        |        |        |        | 7      | 42     | 49     |
| 15   | Helmut Schmuck          | 1963 | Austria       |        | 9      | 35     |        |        | 44     |
| 16   | Wolfgang Lehman         | 1974 | Austria       |        |        | 24     |        | 9      | 33     |
| 17   | Markus Kröll            | 1972 | Austria       | 10     | 24     |        |        |        | 34     |
| 18   | Pierre Fournier         | 1985 | Svizzera      | 14     | 2      |        |        |        | 16     |
| 19   | David Denifl            | 1978 | Austria       |        | 3      | 12     |        |        | 15     |

## Donne
Classifica finale
| Pos. | Atleta                | Anno | Nazione       | Gara 1 | Gara 2 | Gara 3 | Gara 4 | Gara 5 | Totale |
| ---- | --------------------- | ---- | ------------- | ------ | ------ | ------ | ------ | ------ | ------ |
| 1    | Andrea Mayr           | 1979 | Austria       |        |        | 100    | 120    | 120    | 340    |
| 2    | Lauren Jeska          | 1974 | Regno Unito   |        | 75     | 70     |        | 78     | 223    |
| 3    | Anna Frost            | 1981 | Nuova Zelanda |        |        | 85     | 19     | 72     | 176    |
| 4    | Antonella Confortola  | 1975 | Italia        |        |        |        | 72     | 102    | 174    |
| 5    | Mateja Kosovelj       | 1988 | Slovenia      |        |        |        | 78     | 90     | 168    |
| 6    | Marion Kapuscinski    | 1967 | Austria       |        | 60     | 55     |        | 48     | 163    |
| 7    | Brandy Erholtz        | 1977 | Stati Uniti   |        | 100    |        | 26     |        | 126    |
| 8    | Marie-Laure Dumergues | 1982 | Francia       | 50     |        |        | 42     |        | 92     |
| 9    | Michaela Mertova      | 1976 | Rep. Ceca     |        | 85     |        | 5      |        | 90     |
| 10   | Thea Lillehov         | 1977 | Austria       |        | 45     |        |        | 9      | 54     |
| 11   | Maria Quehenberger    | 1959 | Austria       |        | 40     | 5      |        |        | 45     |